# Saurita ochreiventris
Saurita ochreiventris är en fjärilsart som beskrevs av Paul Dognin 1902. Saurita ochreiventris ingår i släktet Saurita och familjen björnspinnare. Inga underarter finns listade.